# Bakur Gulua
Bakur Gulua (gruz. ბაკურ გულუა; ur. 1946 w Dżumati) – gruziński polityk, p.o. premiera Gruzji od 5 października do 8 grudnia 1995 roku.
Ukończył studia inżynieryjne na Politechnice w Tbilisi, a także zarządzanie zasobami społecznymi. Od 1965 do 1966 szefował biuru inwentaryzacji technicznej. W 1973 został pierwszym sekretarzem partii w Zugdidi, następnie pełnił analogiczne funkcje w innych miastach. Po uzyskaniu niepodległości przez Gruzję w latach 1991–1992 pełnił funkcję wicepremiera, od 1992 do 1993 był wiceburmistrzem Tbilisi, od 1993 do 1994 członkiem parlamentu, od 1994 do 1995 ponownie wicepremierem i od 1995 do 2001 ministrem rolnictwa. Pod koniec 1995 roku tymczasowo sprawował funkcję premiera podczas przechodzenia z systemu rządów premiera do rządów sekretarza.